# Việt Tiến, Hưng Yên
Việt Tiến là một xã thuộc tỉnh Hưng Yên, Việt Nam.

## Địa lý
Xã Việt Tiến nằm ở phía bắc tỉnh Hưng Yên, có vị trí địa lý:
- Phía đông giáp xã Xuân Trúc.
- Phía tây giáp xã Khoái Châu.
- Phía nam giáp xã Chí Minh và Nghĩa Dân.
- Phía bắc giáp các xã Triệu Việt Vương, Việt Yên và Yên Mỹ.

## Lịch sử
Ngày 16 tháng 6 năm 2025, Ủy ban Thường vụ Quốc hội ban hành Nghị quyết số 1666/NQ-UBTVQH15 về việc sắp xếp các đơn vị hành chính cấp xã của tỉnh Hưng Yên năm 2025. Theo đó, sắp xếp toàn bộ diện tích tự nhiên, quy mô dân số của các xã Đồng Tiến (huyện Khoái Châu), Dân Tiến và Việt Hòa thành xã mới có tên gọi là xã Việt Tiến.